# NGC 4605
NGC 4605 (другие обозначения — UGC 7831, MCG 10-18-74, ZWG 293.31, KARA 543, IRAS12378+6152, PGC 42408) — галактика в созвездии Большая Медведица.
Этот объект входит в число перечисленных в оригинальной редакции «Нового общего каталога».